# Џејмс Бел
Џејмс Бел (енгл. James Bell; Плејнфилд, 7. јануар 1992) амерички је кошаркаш. Игра на позицији крила.

## Каријера
Бел је студирао и играо кошарку на Универзитету Виланова од 2010. до 2014. године након чега није изабран на НБА драфту. Први професионални клуб му је била италијанска Ваноли Кремона за коју је наступао у сезони 2014/15. За сезону 2015/16. прелази у француски СЛУК Нанси а наредну 2016/17. сезону проводи у екипи Хапоел Холона. У сезони 2017/18. игра за турску Дарушафаку са којом осваја Еврокуп. Сезону 2018/19. почиње у екипи Цедевите да би у децембру 2018. прешао у Будућност. Са подгоричким клубом осваја национално првенство и куп. Дана 1. новембра 2019. потписује уговор са Партизаном. Само пет дана касније, уговор је поништен након што Бел није прошао лекарске прегледе. У јануару 2020. потписује за Промитеас из Патре. У сезони 2020/21. је био играч Бриндизија.

## Успеси

### Клупски
- Дарушафака:
  - Еврокуп (1): 2017/18.
- Будућност:
  - Првенство Црне Горе (1): 2018/19.
  - Куп Црне Горе (1): 2019.